# Tó

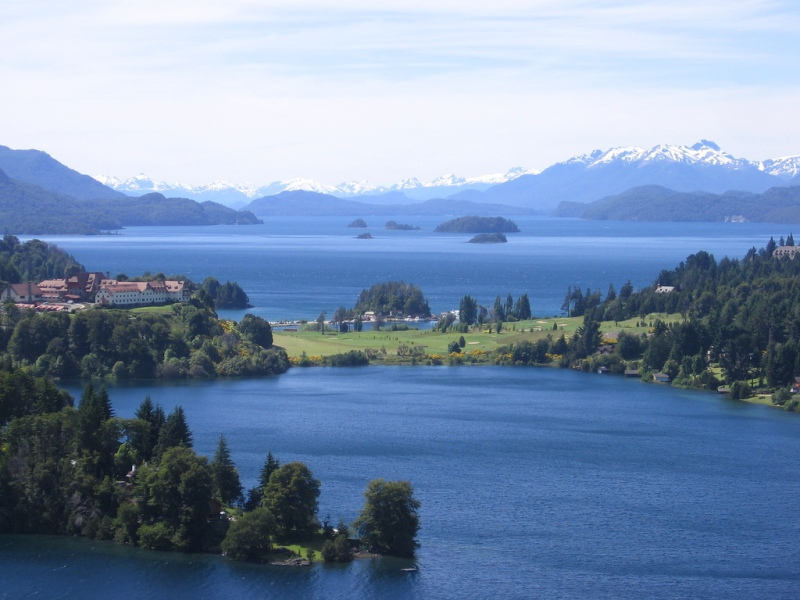
A Nahuel Huapi-tó (Argentína)

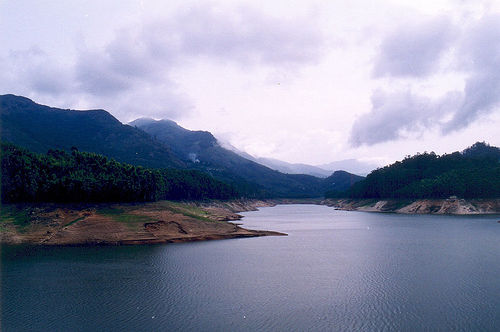
A Manasbal-tó Kasmírban

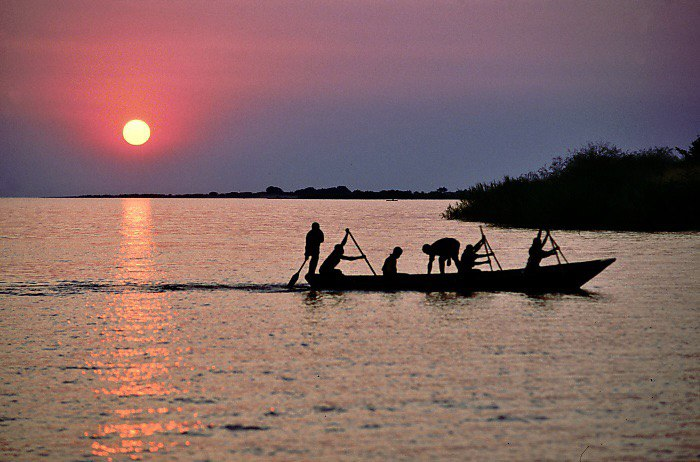
Halászok a Tanganyika-tavon

A tó szárazfölddel körülvett állóvíz. A tavak többsége édesvizet tartalmaz. Természetes tavak a Föld szinte bármely részén kialakulhatnak, de a legtöbb tó az északi félteke magasabb szélességi körein található.
Területük 2,5 millió km2, a Föld felszínének 0,5%-a, a szárazföldek jégmentes felszínének 2%-a.

## Meghatározásuk
A tó azon stagnáló víztömeg, mely a felszínnek a tengerrel közvetlen kapcsolatban nem álló, minden oldalról zárt mélyedését tölti ki. (F. A. Forel). A tengertől való elkülönítésének legfontosabb szempontja, hogy az állóvíz és a tenger között nincs kétirányú kapcsolat. A folyótól való megkülönböztetés kritériuma, hogy az átfolyó víz sebessége nem elegendő a víztömeg teljes átkeveréséhez.
A szárazföldek állóvizei közé tartozik a fertő, a mocsár és a láp.

## A tavak fajtái eredetük alapján
Medencéjük kialakulása alapján elkülöníthető:
- Kimélyítéses medencéjű
- Elgátolásos medencéjű

A tómedencék leggyakoribb típusai a kialakító folyamatok szerint:
- Endogén eredetű tavak
- Exogén eredetű tavak
- Kozmikus hatásra kialakult tavak
- Antropogén tómedencék

### Endogén eredetű tavak
Az endogén eredetű tavak medencéjét belső erők – tektonikus mozgások, vulkáni erők – alakítják ki.

#### Tektonikus eredetű tavak

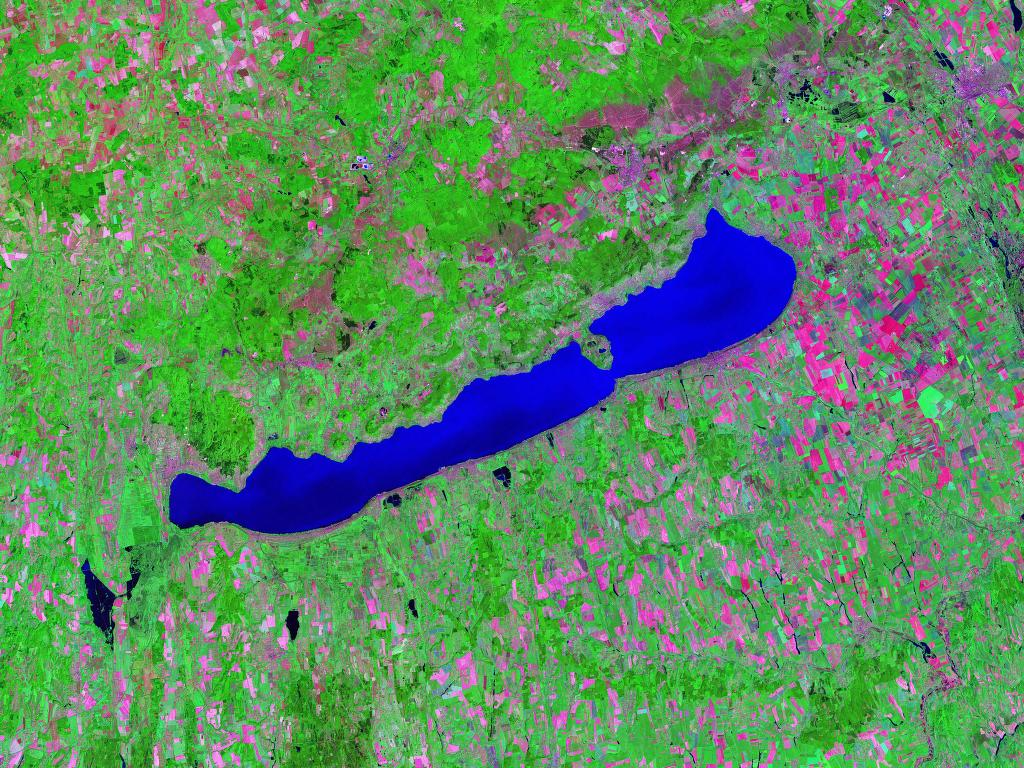
A Balaton műholdképe

A tektonikus eredetű tavak medencéjét tektonikus mozgások alakítják ki.
- Árkos tavak (árkos vetődések medencéiben):
  - Bajkál-tó
  - Kelet-afrikai árokrendszer tavai (Nyasza-tó, Tanganyika-tó, Turkana-tó, Kiwu, Edward, Albert)
- Távolodó lemezszegélyeket jelző árokrendszer tavai:
  - például Holt-tenger
- Sekély vizű ároktavak:
  - Balaton, Velencei-tó
- Epirogenetikus süllyedékben elhelyezkedő állóvíz:
  - például Viktória-tó
- Szerkezeti süllyedékeket kitöltő egykori tengermaradvány:
  - Kaszpi-tenger

#### Vulkanikus eredetű tavak
- krátertavak, kalderatavak:
  - Japán, Indonézia, Kamcsatka-félsziget.
  - Róma-környéki nagy tavak
  - Szent Anna-tó

### Exogén eredetű tavak
Az exogén eredetű tavak külső erők – jég, termokarsztos folyamatok, szél, folyó, tenger, élővilág, kozmikus becsapódás, karsztosodás, földcsuszamlás – által létrehozott tavak.

#### Jég által kialakított tavak
Az exogén erők közül a jég felszínformáló erejének következtében kialakuló tavak a glaciális tavak.
A sziklamedencés tavak jégtakaró által kimélyített tavak. A jég szelektíven pusztítja a felszínt, a puhább kőzeteket jobban kimélyíti a befagyott törmelékekkel, mint a keményebbeket. A jég elolvadásával a mélyedésekben felhalmozódik a víz. Ilyen eredetú tavak:
- Kanadában:
  - Winnipeg-tó
  - Nagy-Medve-tó
  - Nagy-Rabszolga-tó
  - Nagy-tavak[3]
- Európában:
  - Ladoga-tó
  - Onyega-tó
  - Finn-tóvidék
  - Lengyel-tóvidék
  - Mazuri-tóhátság
  - Pomorzei-hátság

A tengerszemek (kártavak) a sík területre érő gleccserek által a puhább kőzetbe vájt kárfülkékben kialakult tavak.
- Magas-Tátra
- Poprádi-tó

A gleccsertavak a gleccserek völgyében kialakuló tavak (U alakú teknőben felhalmozódó vizek).
A végmorénatavak a gleccserek által szállított és lerakott törmelékből (moréna) a gleccser végződésénél felhalmozódó sáncok mögött felgyülemlő vizek.
- Az Alpok tavai:
  - Boden-tó
  - Genfi-tó
  - Zürichi-tó
  - Luganói-tó
  - Lago Maggiore
- Jack London-tó

#### Folyók által kialakított tavak
A morotvatavak (holtágak) kanyargó folyók mentén alakulnak ki a folyókanyarulat levágásával. Jellegzetes kifli formájuk van, sekélyek. Például:
- Mártélyi-tó (Tiszán),
- Szelidi-tó (Dunán)

A karsztos tavak karsztos területek mélyedéseiben (például víznyelő, polje, dolina, uvala) keletkező tavak, melyek akkor jönnek létre, ha a karsztos formát vízzáró anyag béleli ki.
Ilyen karsztos tavak például
- Vörös-tó (dolinából, É-borsodi karszt)
- Aggteleki-tó (víznyelőből, É-borsodi karszt)
- Albániában/Macedóniában ilyen a Preszpa-tó (poljéből)
- Ohridi-tó

#### Szél által kialakított tavak
A szélvájta (deflációs) tavak a szél mélyítő ereje révén keletkeztek. Ilyenek az Alföld tavai
- szegedi Fehér-tó,
- Nyírségi-sóstó

#### Lagúnatavak
Turzás gátolta tavak.
Például IJssel-tó.

#### Elgátolással keletkezett tavak
Hegyomlás által elgátolt tavak:
- Gyilkos-tó

Földcsuszamlás által elgátolt tavak:
- Arlói-tó (Arló)
- Alleghe-tó (Lago di Alleghe, Dolomitok)

#### Kozmikus hatásra kialakult tavak
Meteorit-becsapódások során kialakult medencéik vannak. Kanadában jellemző.

### Antropogén eredetű tavak
Mesterséges tavak.
Például
- Víztározók (Tisza-tó)
- Hűtőtavak (erőművek mellett)
- Halastavak
  - Ohati-tavak (Hortobágy)
- Bányatavak

## Tavak csoportosítása vízháztartás alapján
- Lefolyásos tavak
- Lefolyástalan tavak: csak párolgással veszítenek vizet, ezért felgyülemlenek a folyók által szállított sófélék.
  - Aral-tó
  - Lop nor-tó
  - Csád-tó
  - Nagy-sóstó

## Tavak pusztulása
Rövid életű, átmeneti képződmények. Megszűnésük oka: vizük eltűnik a medencéből, vagy a medence semmisül meg (feltöltődéssel vagy lecsapolódással).
A tavak vízvesztése leggyakrabban éghajlatváltozás következménye.
Tavak pusztulásának típusai:
- A szárazság növekvő mértéke miatt a vízháztartás tartósan veszteségessé válik
  - Például Szahara-menti tavak
- Tavak lecsapolódása leggyakrabban úgy történik, hogy a tó vizét levezető folyó völgymélyítő tevékenysége eléri a tó peremét és annak vize a bemélyedő völgyön át lefolyik
- Tavak feltöltődése: a tóba érkező folyó lerakja a hordalékát, vagy a szél hordalékszállítása révén, vagy organikus üledékképződés révén (eutrofizáció).

Az eutrofizáció a vízbe jutó növényi tápanyagok hatására a tavak tápanyagtartalma egyre nagyobb ⇒ túlburjánzik a vízinövényzet. A vízinövények természetes elhalása révén egyre nagyobb mértékben halmozódik fel a tó aljzatán ⇒ halpusztulás.
Tavak pusztulásának szakaszai:
- 1. Fertő állapot: az elsekélyedő vízben az egész tófenéken megtelepedik a növényzet
- 2. Mocsári állapot: a növényzet a nyílt vízfelülethez képest túlsúlyba kerül.
- 3. Lápi állapot: alig marad nyílt vízfelület

## A legjelentősebb tavak listája

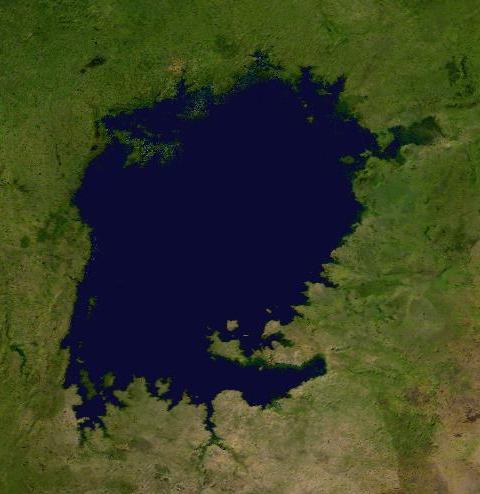
A Viktória-tó Afrikában

Afrika:
- Csád-tó
- Malawi (Nyasza)-tó
- Tanganyika-tó
- Turkana-tó (Rudolf-tó)
- Viktória-tó

Észak-Amerika:
- Atabaszk-tó
- Erie-tó
- Felső-tó
- Huron-tó
- Michigan-tó
- Nagy-Medve-tó
- Nagy-Rabszolga-tó
- Ontario-tó
- Rénszarvas-tó
- Winnipeg-tó

Közép-Amerika:
- Nicaragua-tó

Dél-Amerika:
- Titicaca-tó

Ausztrália:
- Eyre-tó
- Torrens-tó

Ázsia:
- Aral-tó
- Bajkál-tó
- Balkas-tó
- Iszik-köl
- Kaszpi-tenger
- Csinghaj-tó (Kuku-nór)
- Urmia-tó

Európa:
- Ladoga-tó
- Onyega-tó
- Vänern-tó
- Balaton

## A Föld legmélyebb tavai
| Név               | Ország(ok)                                                     | Mélysége (méter) |
| ----------------- | -------------------------------------------------------------- | ---------------- |
| Bajkál-tó         | Oroszország                                                    | 1620             |
| Tanganyika-tó     | Kongói Demokratikus Köztársaság – Tanzánia – Zambia – Burundi  | 1470             |
| Kaszpi-tenger     | Kazahsztán – Irán – Oroszország – Türkmenisztán – Azerbajdzsán | 1025             |
| San Martín-tó     | Argentína – Chile                                              | 836              |
| Nyasza-tó         | Malawi – Mozambik – Tanzánia                                   | 706              |
| Iszik-köl         | Kirgizisztán                                                   | 702              |
| Nagy-Rabszolga-tó | Kanada                                                         | 614              |
| Matana-tó         | Indonézia                                                      | 590              |
| Crater-tó         | USA                                                            | 589              |
| Toba-tó           | Indonézia                                                      | 529              |
| Szarezszkoje-tó   | Tádzsikisztán                                                  | 505              |